# 貝內特陡崖
貝內特陡崖（英語：Bennett Escarpment），是南極洲的陡崖，位於麥克羅伯特森地，從波拉德山延伸37公里，屬於查爾斯王子山脈的一部分，根據澳大利亞探險隊量和空中照片繪入地圖，現時由南極條約體系管理。